# Haseltalbrücke (A 3)
Die Haseltalbrücke ist eine große Talbrücke im Spessart und überquert das Haseltal mit dem Haslochbach zwischen den Anschlussstellen Rohrbrunn und Marktheidenfeld. Sie gehört zur Bundesautobahn 3 und liegt maximal 70 m über dem Talgrund.
Die erste Brücke wurde zwischen den Jahren 1959 und 1961 hergestellt, die Kosten betrugen 15 Mio. DM. Ein Neubau wurde von 2008 bis 2011 für etwa 30 Mio. Euro errichtet.

## Brücke von 1961

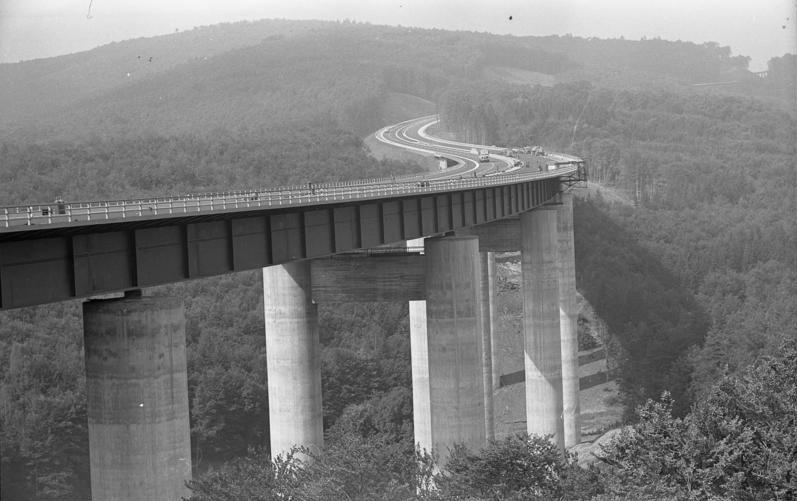
Haseltalbrücke 1961

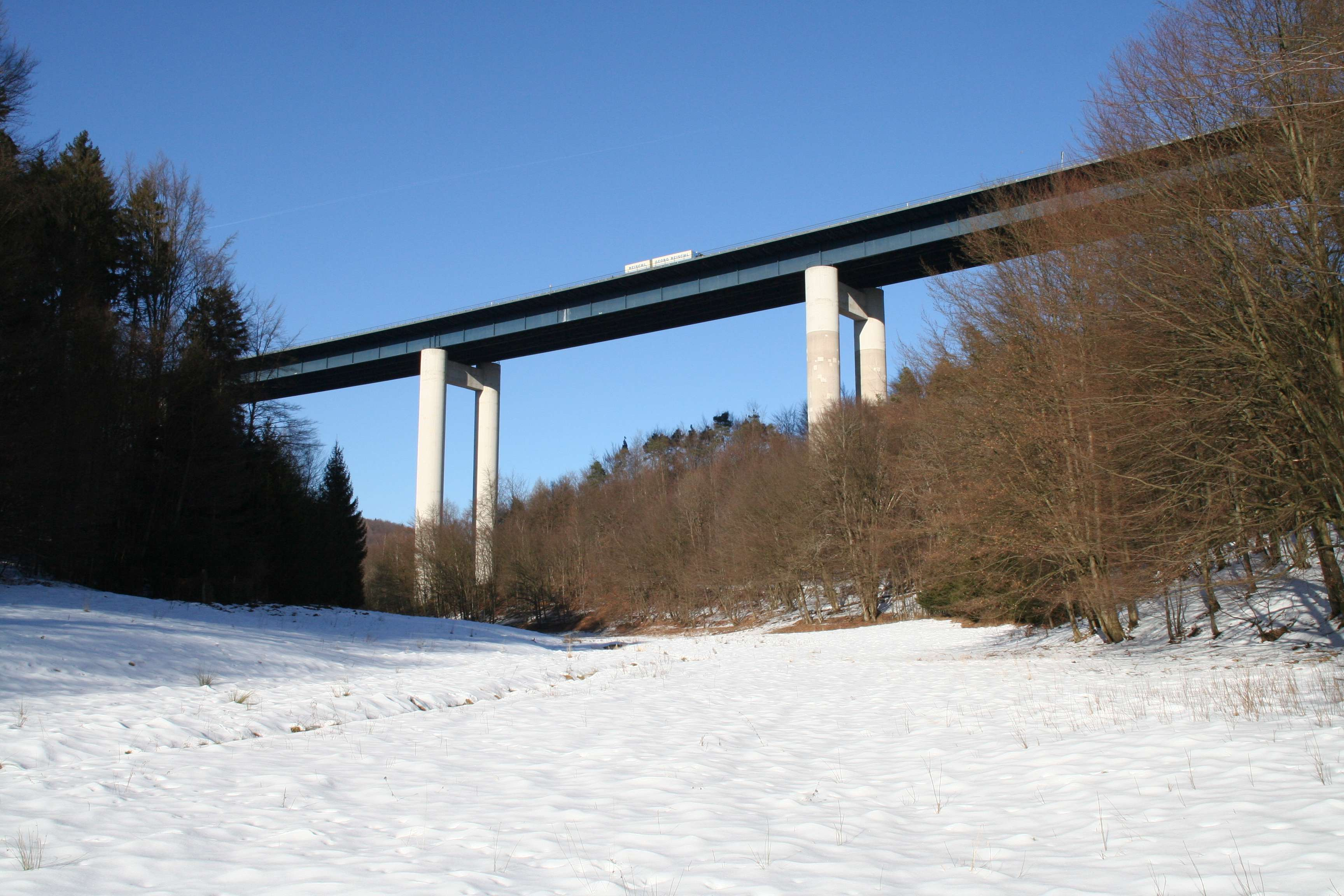
Haseltalbrücke 2006

Die Brücke wies im Grundriss einen Radius von 2000 m sowie ein Quergefälle von 2,5 % auf. Sie wurde zwischen den Jahren 1959 und 1961 hergestellt, die Kosten betrugen 15 Mio. DM (in heutiger Kaufkraft ungefähr 41 Mio. Euro).

### Überbau
Der stählerne Überbau mit 4735 to Gewicht war eine geschweißte Plattenbalkenkonstruktion mit zwei vollwandigen Hauptträgern und einer orthotropen Fahrbahnplatte. Er wurde im Freivorbau mit einer Hilfsstütze je Feld errichtet. Die Gesamtlänge der siebenfeldrigen Brücke betrug 660,4 m bei Stützweiten von 76,2 m bei den beiden Endfeldern und 101,6 m bei den fünf Innenfeldern. Die Hauptträger waren im Abstand von 18,52 m angeordnet und hatten am Widerlager eine Steghöhe von 3,7 m sowie in Brückenmitte von 5,0 m. Die senkrecht dazu angeordneten Querträger lagen in Abständen von 2,3 m bei Höhen von maximal 0,9 m.

### Gründung und Unterbau
Die Widerlager und Pfeiler waren flach gegründet. Der Unterbau bestand unter anderem aus sechs Rundpfeilerpaaren mit einem Hohlquerschnitt aus Stahlbeton. Die Wandstärke betrug 50 cm, mit 6 m Durchmesser. Die mittleren vier Pfeilerpaare waren durch Kopfriegel miteinander verbunden.

### Instandsetzung
Aufgrund einer Vielzahl von Schweißnahtrissen erfolgte in den Jahren 1985 bis 1987 für 10 Millionen DM eine Instandsetzung und Verstärkung der Brücke. Dabei wurde ungefähr 950 t Konstruktionsstahl eingebaut.

## Brücke von 2011
Aufgrund immer wieder auftretender Schweißnahtrisse wurde die Brücke vorab im Rahmen des sechsstreifigen Ausbaus der A 3 durch einen Neubau ersetzt. Der wurde in den Jahren 2008 bis 2011 mit 30 Mio. Euro Gesamtbaukosten von der Adam Hörnig Baugesellschaft errichtet.

### Überbau
Als Konstruktion kam eine 678 m lange und 36 m breite Spannbetonbalkenbrücke mit zwei getrennten Überbauten für die beiden Richtungsfahrbahnen zur Ausführung. Der Ersatzneubau weist zwölf Felder mit maximal 58 m Stützweite bei den zehn Innenfeldern sowie 49 m bei den beiden Endfeldern auf. 22 statt 12 Pfeiler stehen seitdem im Haseltal und tragen die bis zu 70 m über dem Tal verlaufende Fahrbahn.

### Bauablauf
Die Überbauten wurden im Taktschiebeverfahren hergestellt. Am 11. September 2009 erreichte der erste Überbau das gegenüberliegende Widerlager. Ende 2009 wurde der Verkehr auf das neue, südlich liegende Bauwerk verlegt, zunächst noch mit beiden Fahrtrichtungen. 2010 folgte der Abbruch der alten Brücke. Nach dem Abtragen der Fahrbahn wurde Anfang März das erste Segment aus dem Überbau herausgetrennt und mit Litzenhebern zu Boden gelassen. Danach wurden die bis zu 95 m langen und 800 to schweren Teile im Talgrund für den Abtransport auf die notwendige Größe zerschnitten und die auf den Pfeilern verbliebenen Brückenabschnitte mit einem Fahrzeugkran heruntergehoben. Die sechs Brückenpfeilerpaare wurden am 14. April, 5. Mai und 21. Juli 2010 gesprengt. Nach Abschluss der Abbrucharbeiten wurde der nördliche Überbau bis November 2011 errichtet.

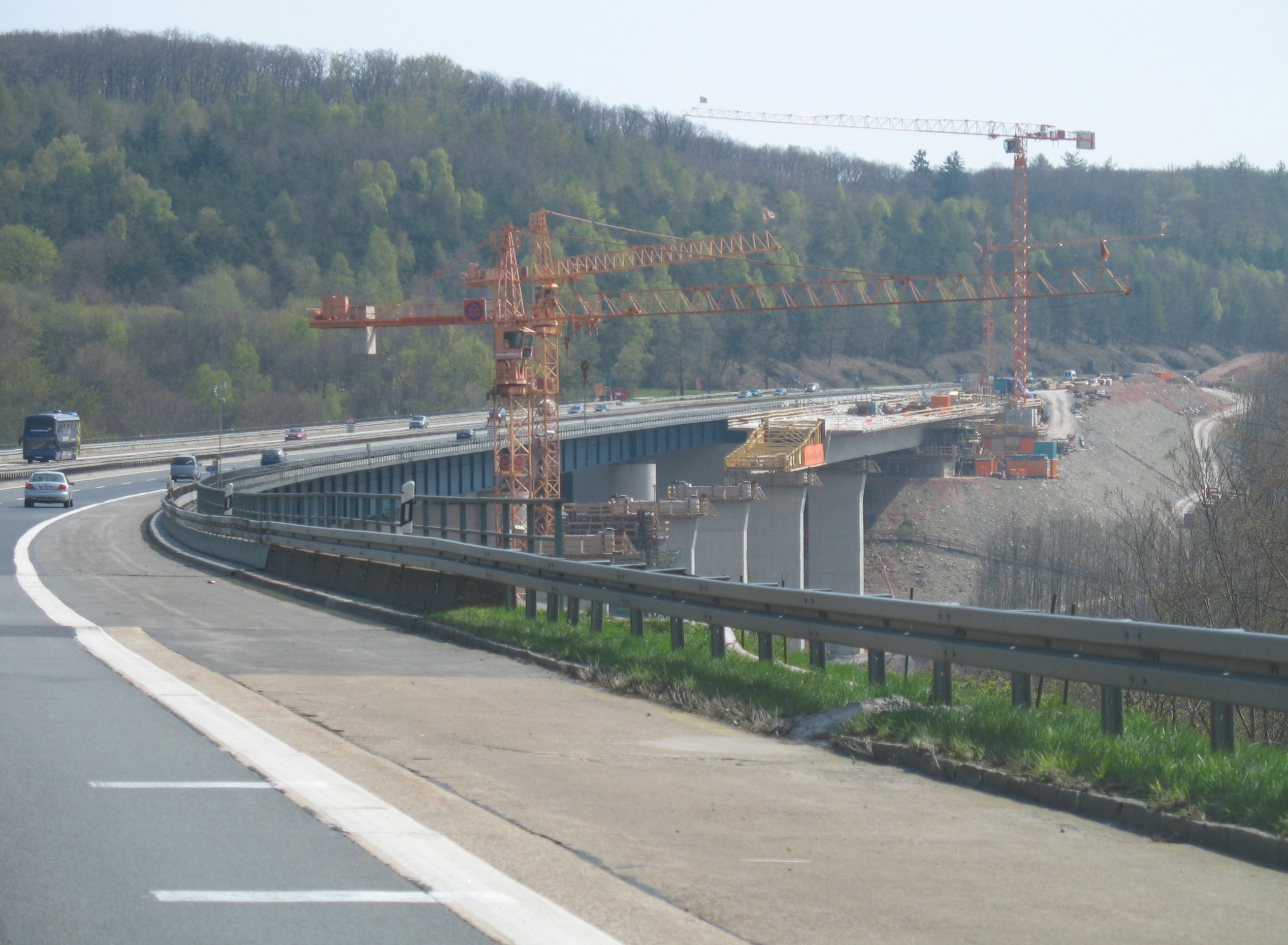
Baustelle April 2009
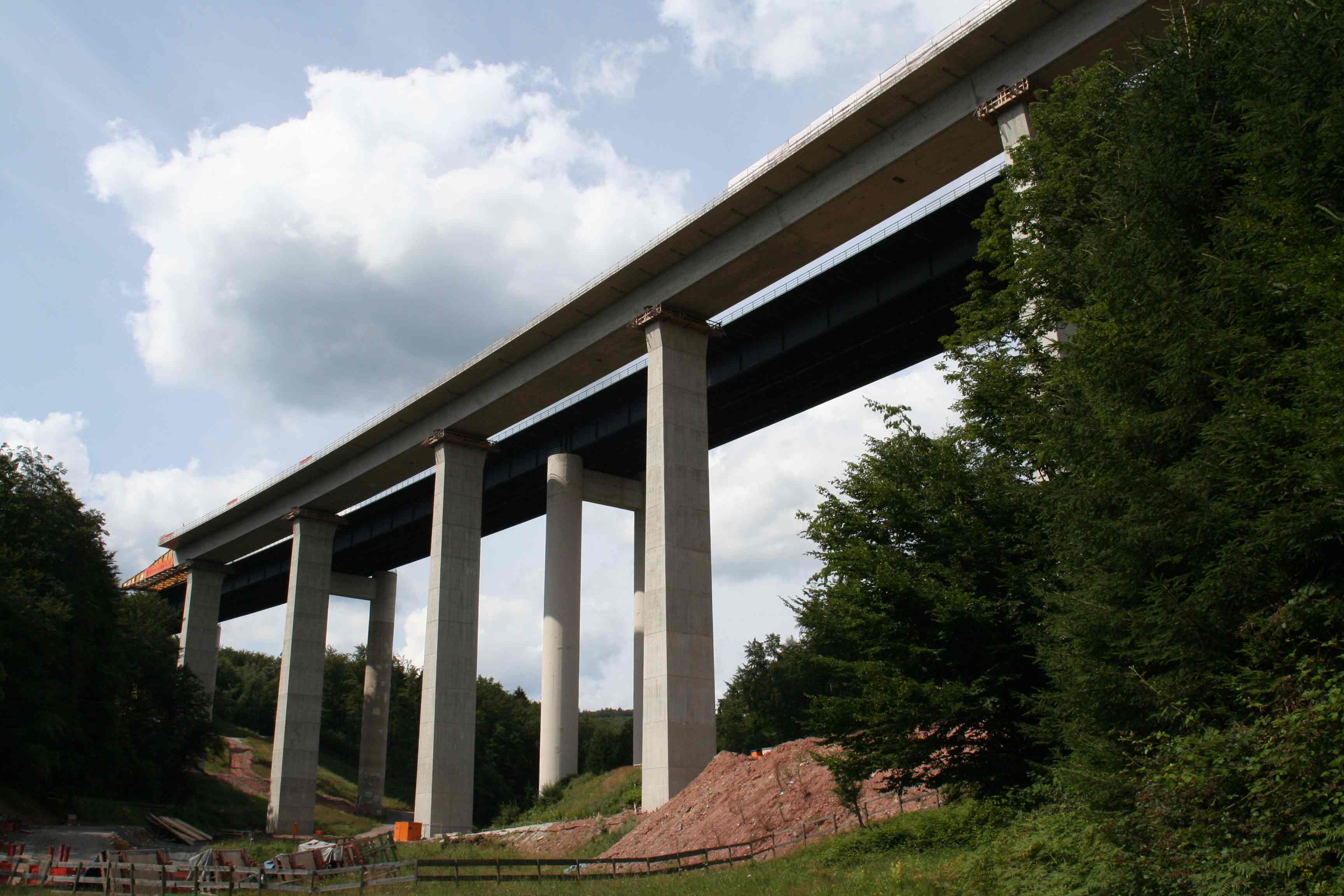
Baustelle Juli 2009
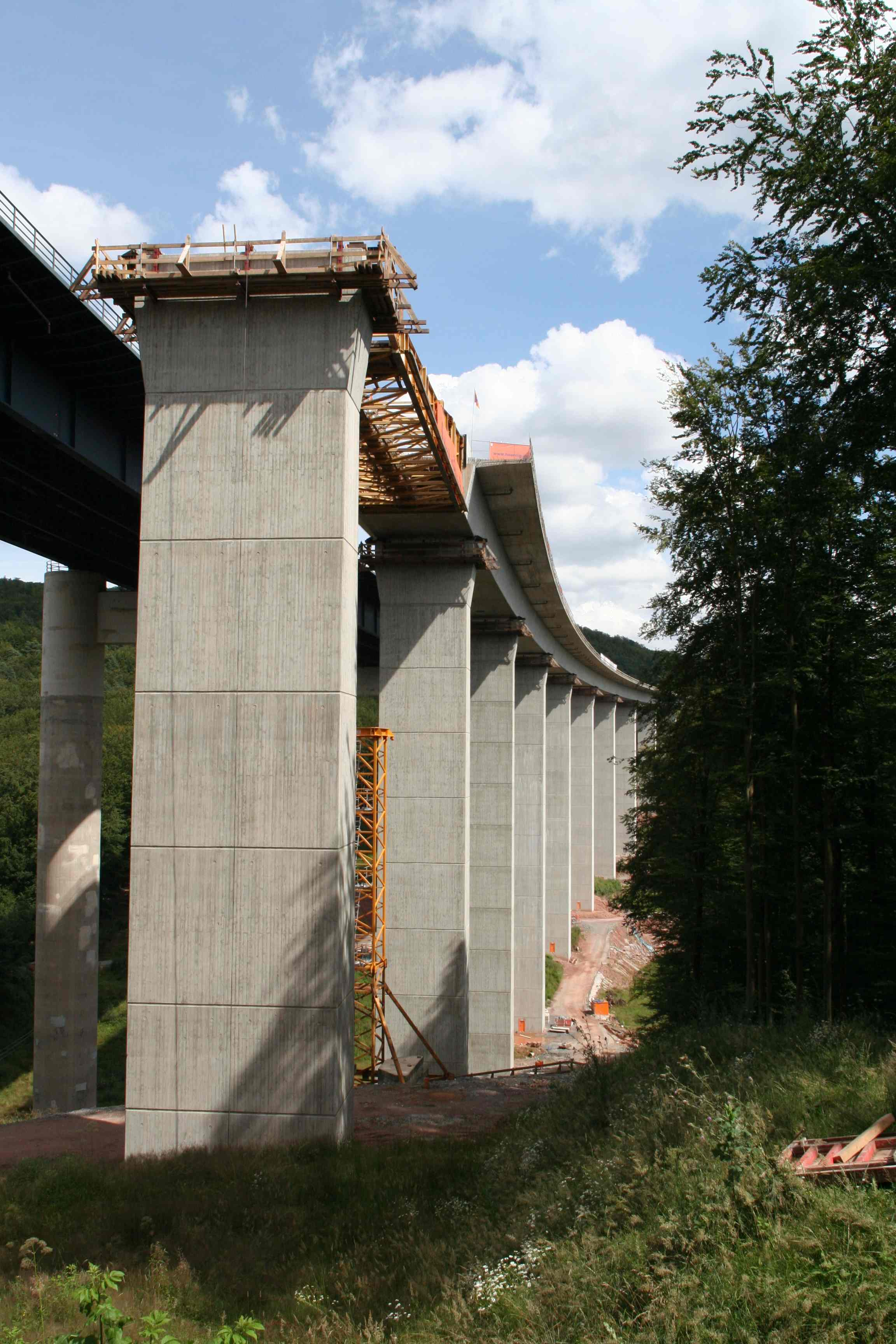
Baustelle Juli 2009
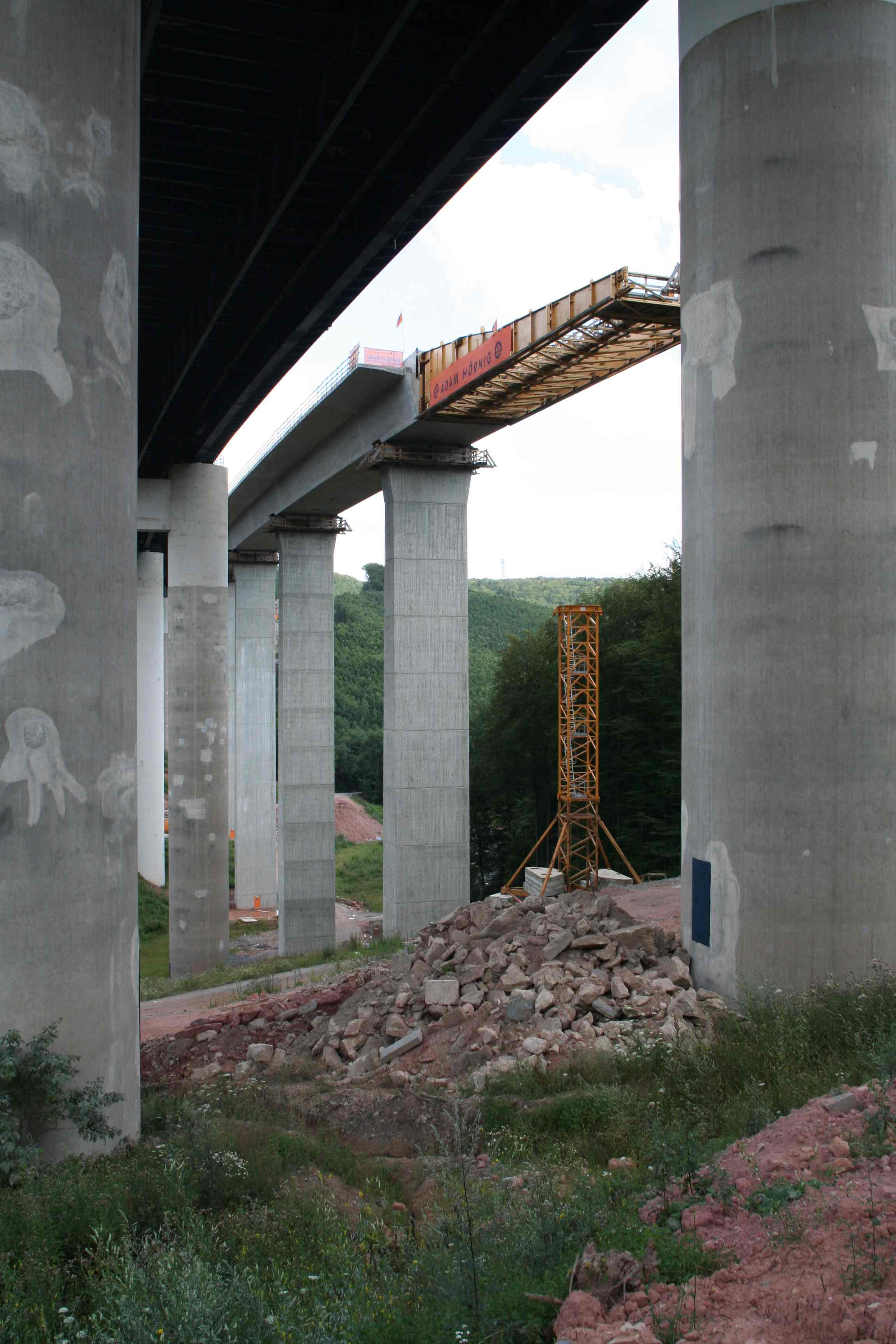
Baustelle Juli 2009 (Vorbauschnabel)
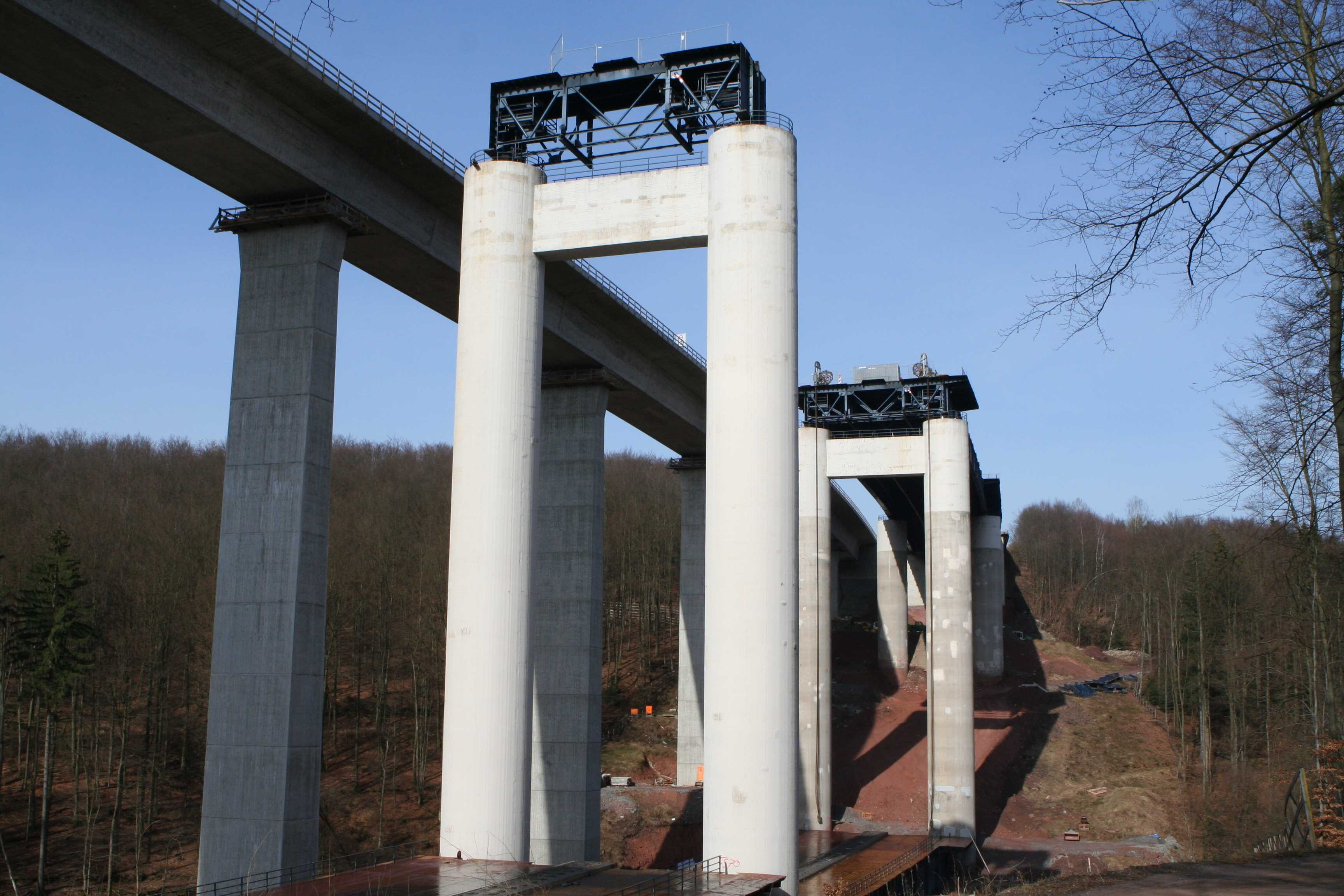
Baustelle April 2010
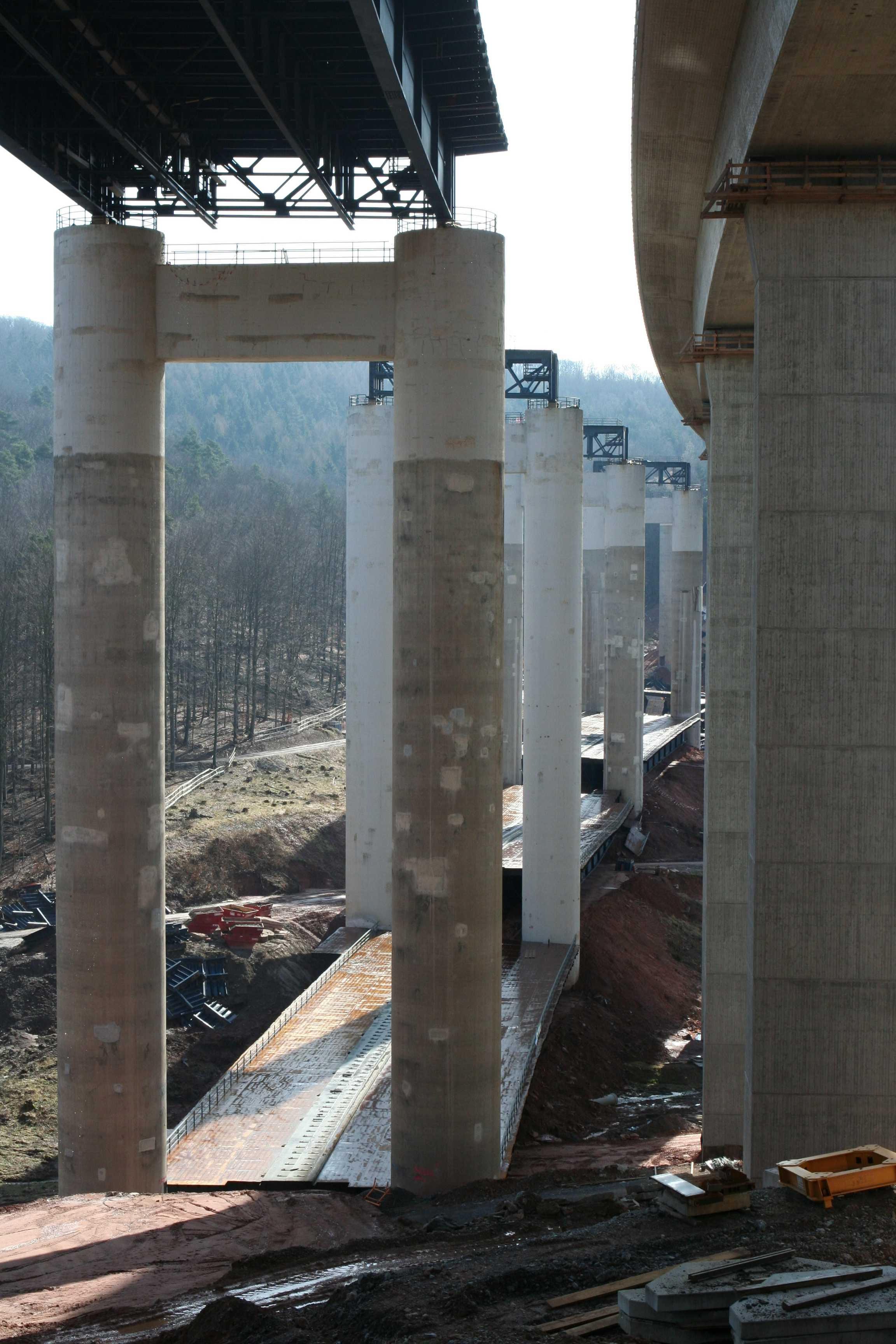
Baustelle April 2010